# شهرک قلعه‌جق بزرگ
شهرک قلعه‌جق بزرگ، روستایی از توابع بخش گرمخان شهرستان بجنورد در استان خراسان شمالی ایران است.

## جمعیت
این روستا در دهستان گیفان قرار دارد و براساس سرشماری مرکز آمار ایران در سال ۱۳۸۵، جمعیت آن ۱٬۳۴۴ نفر (۲۸۸خانوار) بوده‌است.